# Stephen Ambrose
Stephen Edward Ambrose (Decatur, 10 gennaio 1936 – Bay St. Louis, 13 ottobre 2002) è stato uno storico statunitense, noto per essere stato biografo dei presidenti americani Dwight Eisenhower e Richard Nixon.

## Biografia
Nativo dell'Illinois ma cresciuto a Whitewater, nel Wisconsin, si è diplomato alla Whitewater High School prendendo poi il dottorato. Si è dedicato all'insegnamento della storia in diverse università dal 1960 fino al pensionamento nel 1995. Fin dall'inizio della sua carriera si fece notare come esperto della seconda guerra mondiale e come autore di diversi successi letterari nel campo della storiografia. 
Ha fondato l'Eisenhower Center ed è stato presidente del National World War II Museum (Museo nazionale della seconda guerra mondiale) a New Orleans, Louisiana. Negli anni ottanta fu anche direttore del Centro Eisenhower dell'Università di Orleans. È stato consulente per il film Salvate il soldato Ryan e produttore esecutivo per la mini-serie Band of Brothers tratta dal suo libro omonimo.

## Critiche
Mentre all'inizio della sua carriera era considerato un rigoroso accademico fu, negli ultimi dieci anni di vita, oggetto di molte critiche. Le critiche principali riguardano lo stile di narrazione di Ambrose, il quale avrebbe favorito uno stile narrativo sensazionalistico sacrificando il rigore storico a favore della commercializzazione dei suoi libri e di usare fonti non confermate. La critica maggiore riguardava il ridimensionamento (o addirittura l'omissione) del ruolo svolto dagli alleati degli statunitensi durante la guerra.
Uno dei suoi libri (The Wild Blue, tradotto in italiano col titolo Tigri in battaglia) fu accusato nel 2002 di contenere diversi plagi da altri testi specialistici. Nel 2010 Ambrose è stato accusato di aver inventato gran parte dei suoi incontri con Eisenhower e di aver millantato l'intimità col presidente e il fatto di essere stato chiamato personalmente da costui come suo personale biografo.

## Opere
Una lista parziale delle opere pubblicate dall'autore:
- Eisenhower and Berlin, 1945: The Decision to Halt at the Elbe, 1967
- The Papers of Dwight David Eisenhower, volumi 1-5, 1967
- The Supreme Commander: The War Years of General Dwight D. Eisenhower, 1970
- General Ike: Abilene to Berlin, 1973
- Cavallo Pazzo e Custer (Crazy Horse and Custer), 1975
- Ike's Spies: Eisenhower and the Espionage Establishment, 1981
- Eisenhower: Soldier, General of the Army, President-Elect, 1890-1952, 1983
- Eisenhower: The President, 1985
- Nixon: The Education of a Politician 1913-1962, 1987
- Pegasus Bridge, 1988
- Nixon: The Triumph of a Politician, 1962-1972, 1989
- Nixon: Ruin and Recovery 1973-1990, 1990
- Eisenhower: Soldier and President, 1990
- Eisenhower and the German POWs: Facts Against Falsehood, 1992[2]
- Banda di fratelli (Band of Brothers: E Company, 506th Regiment, 101st Airborne from Normandy to Hitler's Eagle's Nest), 1992
- D-Day. Storia dello sbarco in Normandia (D-Day June 6, 1944: The Climactic Battle of World War II), 1994
- Undaunted Courage: Meriwether Lewis, Thomas Jefferson, and the Opening of the American West, 1996
- Cittadini in uniforme (Citizen Soldiers: The US Army from the Normandy Beachs to the Bulge to the Surrender of Germany), 1997
- The American Heritage New History of World War II, 1997
- The Victors: Eisenhower and His Boys: The Men of World War II, 1999
- La più grande impresa del mondo (Nothing Like it in the World: The Men Who Built the Transcontinental Railroad 1863-1869), 2000
- Tigri in battaglia. La storia degli uomini che pilotarono i B-24 sopra la Germania (The Wild Blue: The Men and Boys Who Flew the B-24s Over Germany 1944-45), 2001
- To America: Personal Reflections of an Historian, 2002